# トラブルマン 笑うと殺すゾ
トラブルマン 笑うところすゾは1979年（昭和54年）8月4日に公開された日本映画。製作は東宝映画。配給は東宝。カラー。上映時間は89分。

## 概要
コンピューターによって一流企業に採用されたとんでもない新入社員・岩岩岩岩（いわいわがんがん）をめぐって展開する数々の騒動を描く痛快コメディ。

## スタッフ
- 製作：高井英幸
- 監督：山下賢章
- 原案：野上英之
- 脚本：常盤松次郎、中原朗、白山進
- ギャグ・クリエート：はかま満緒
- ギャグ提供：滝大作、日高はじめ、こじま啄麿
- 音楽：宮本光雄
- 主題歌：河島英五「風になれ」
- 撮影：加藤雄大
- 美術：薩谷和夫
- 録音：平井宏侑
- 照明：荒井定邦
- 編集：高松玄二郎
- 助監督：奈良正博
- 製作担当者：平間重和

## キャスト
- 岩岩岩岩：河島英五
- 江川雅子：多岐川裕美
- 西園寺英彦：沖雅也
- 長曽我部営業部長：財津一郎
- 大前田社長：多々良純
- 毛利専務：金子信雄
- 細川人事部長：大坂志郎
- 山村秘書室長：小松方正
- 大野営業課長：河原崎長一郎
- 中井人事課長：久保新二
- 長曽我部かおる：真屋順子
- 水守営業部員：中丸信
- 小西新入社員：高橋紳
- 大谷新入社員：水島びん
- 亀田新入社員：伊藤敏孝
- 下宿の親父：由利徹
- 魚屋の親父：田中邦衛
- 禅寺の僧：草野大悟
- お手伝い・昌江：岡本麗
- （特別出演）：田辺茂一、大屋政子、岡本喜八
- 汐路章、福崎和宏、山谷初男、長谷川弘、山西道広、三田村賢二、久保晶 ほか

## 製作

### 企画
企画は東宝映画の部長・野上英之で、野上のオリジナルストーリー。実際の製作は、野上に命じられた当時の部下・高井英幸が行った。高井は当時、松岡功東宝社長の命で『連合艦隊』も製作中だった。

### 撮影
予算が少なく、監督・山下賢章を始め、撮影・録音・照明・製作担当など、スタッフはほとんど新人で固め、撮影も都内ロケと撮影所で全て撮影した。

## 同時上映
『ホワイト・ラブ -White Love-』
- ホリ企画制作作品。監督：小谷承靖。主演：山口百恵、三浦友和。